# Magnolia rajaniana
Magnolia rajaniana là một loài thực vật có hoa trong họ Magnoliaceae. Loài này được (Craib) Figlar mô tả khoa học đầu tiên năm 2000.